# Olaf Olafsson
Pour les articles homonymes, voir Olafsson.
Olaf Olafsson, nom complet Ólafur Jóhann Ólafsson, né le 26 septembre 1962 à Reykjavik, est un écrivain et un manager islandais.

## Biographie
Fils d'Anna Jónsdóttir et de l'écrivain Ólafur Jóhann Sigurðsson. Après le lycée, il a poursuivi ses études à l'étranger, il est diplômé en physique de l'université Brandeis en Massachusetts.
Dirigeant dans différentes sociétés comme Sony Interactive, Sony Corporation of America et Advanta, il est devenu directeur général délégué de Time Warner.
Résidant à New York, marié avec Anna Ólafsdóttir, il a trois enfants.

## Œuvres

### Œuvres traduites en français
- Absolution (éditions du Seuil, 1996 et 1998), trad. par Mimi et Isabelle Perrin (Absolution, Pantheon Books, 1994; Fyrirgefning syndanna, Vaka-Helgafell, 1991)
- Retour en Islande (éditions du Seuil, 2000), trad. par Mimi et Isabelle Perrin (Il viaggio di ritorno, Corbaccio, 2001 et Guanda, 2003; The Journey Home, 2000; Slóð Fiðrildanna, Vaka-Helgafell, 1999)

### Œuvres sans traduction en français
- Restoration (Ecco Press, 2012)
- Málverkið (Vaka-Helgafell, Reykjavík, 2011)
- Aldingarðurinn (Vaka-Helgafell, 2006)
- Valentines (Random House, 2007)
- Sakleysingjarnir (Vaka-Helgafell, 2004)
- Walking Into The Night, 2003; Höll minninganna, Vaka-Helgafell, 2001)
- Lávarður heims (Vaka-Helgafell, 1996)
- Sniglaveislan (Vaka-Helgafell, 1994)
- Markaðstorg guðanna (Vaka-Helgafell, 1988)
- Níu lyklar (Vaka-Helgafell, 1986).